# Tommerup Boldklub
Tommerup Boldklub er en dansk fodboldklub, der blev stiftet i 1949 beliggende i Tommerup på Fyn. På Tallerupvej i Tommerup findes klubbens anlæg, som består af en kunstgræsbane, hvilket bliver brugt som opvisningsbane, og to 11-mandsbaner. Da kunstgræsbanen blev bygget i 2006 blev den flittigt brugt af større klubber rundt omkring og har bl.a. huset kampe som OB vs. FC Fyn og desuden lagt kunstgræs til adskillelige DBU træninger. 
Tommerup Boldklub var også den første klub i Danmark til at spille samtlige hjemmekampe på kunstgræsbane.

## Klubbens hold
Børne- og ungdomsholdene i Tommerup BK spiller i den klassiske hvide dragt med de røde shorts. Klubben har børnehold der starter helt i 2-4 års alderen og spænder sig over U6 og op til U15. Når spillerne når til U16-alderen overgås spillerne til fusionssamarbejdet Brylle/ Tommerup - en afløser for det hedengangne Team Tommerup.

### Brylle/ Tommerup
Brylle BK og Tommerup BK har længe haft samarbejde om ungdomsspillerne, men i 2017 blev dette også overført til seniorholdene. Brylle/ Tommerup spiller i sorte trøjer, røde shorts og røde sokker og de to seniorhold spiller skiftevis på Tommerup Stadion og på Brylles baner ved Fritidshallen. 

## Tommerups 1.holds placering siden 2003
| Sæson       | 2003 Serie 2 | 2004 Serie 1 | 2005 Serie 1 | 2006 Fynserien | 2007 Serie 1 | 2008 Serie 1 | 08/09 Serie 1 | 09/10 Serie 1 | 2010 efterår Albaniserien | 2011 forår Alb. serien | 11/12 Alb. serien | 12/13 Alb. serien | 13/14 Alb. serien | 14/15 Serie 1 |
| ----------- | ------------ | ------------ | ------------ | -------------- | ------------ | ------------ | ------------- | ------------- | ------------------------- | ---------------------- | ----------------- | ----------------- | ----------------- | ------------- |
| Tommerup BK | 1            | 5            | 21           | 11             | 112          | 6            | 8             | 13            | 9                         | 6                      | 8                 | 9                 | 154               | 14            |

1. Oprykning efter play-off kampe imod Nyborg G&IF (Samlet 4-3 sejr) [3] [4]
2. Nedrykning til Serie 1
3. Oprykning til Albaniserien
4. Nedrykning til Serie

## Ungdomsafdelingen
Tommerup Boldklubs ungdomshold indgår i en fusion med naboklubben Brylle Boldklub. En fusion som også Verninge Boldklub desuden blev tilbudt at indgå i fusionen med Tommerup Boldklub og Brylle Boldklub, men takkede nej[kilde mangler]. Team Tommerup spiller i sorte trøjer, røde shorts og røde strømper.